# 沃尔芬比特尔县
沃尔芬比特尔县（Landkreis Wolfenbüttel）是德国下萨克森州东部的一个县，首府沃爾芬比特爾。